# Море Паров
Море Паров (лат. Mare Vaporum) — лунное море, расположенное на видимой стороне Луны, между юго-западным краем Моря Ясности и юго-восточным краем Моря Дождей. Площадь его около 55 тысяч км². Название морю дал итальянский астроном Джованни Баттиста Риччоли.
Материал, образующий Море Паров, учёные относят к Эратосфенскому периоду истории Луны, а материал, окружающий море — к Раннеимбрийскому периоду.
Море Паров обладает примечательной системой разломов. Огромная (около 200 км длиной) трещина Ариадей, проходящая южнее кратера Юлий Цезарь по материковому массиву, продолжается по дну Моря Паров. Параллельно ей расположена ещё одна борозда, борозда Гигина, немного меньшая по длине, посередине которой находится кратер Гигин. На дне обеих трещин в крупные телескопы видно множество мелких кратеров. В южной части Моря Паров, рядом с кратером Триснеккер, имеются глубокие узкие трещины, идущие в другом направлении.
По берегам Моря Паров видны три хорошо сохранившихся кратера: Манилий, Бошкович и Агриппа.
С северо-востока от Моря Паров расположены Гемские горы, с северо-запада — Апеннины.

## Интересные факты
Латинским именем моря (лат. Mare Vaporum) назван один из музыкальных альбомов группы Arctic Sleep (США).